# Senegal op de Olympische Zomerspelen 2020
Senegal nam deel aan de Olympische Zomerspelen 2020 in Tokio, Japan.

## Atleten
| sport       | mannen | vrouwen | totaal |
| ----------- | ------ | ------- | ------ |
| Atletiek    | 1      | 0       | 1      |
| Judo        | 1      | 0       | 1      |
| Kanovaren   | 1      | 0       | 1      |
| Schermen    | 0      | 1       | 1      |
| Schietsport | 0      | 1       | 1      |
| Tafeltennis | 1      | 0       | 1      |
| Worstelen   | 1      | 0       | 1      |
| Zwemmen     | 1      | 1       | 2      |
| totaal      | 6      | 3       | 9      |

## Sporten

### Atletiek
Mannen
Loopnummers
| atleet               | onderdeel    | series   | series | kwartfinale | kwartfinale | halve finale   | halve finale   | finale         | finale         |
| atleet               | onderdeel    | tijd     | rang   | tijd        | rang        | tijd           | rang           | tijd           | rang           |
| -------------------- | ------------ | -------- | ------ | ----------- | ----------- | -------------- | -------------- | -------------- | -------------- |
| Louis François Mendy | 110 m horden | 13,84 SB | 7      | n.v.t.      | n.v.t.      | niet geplaatst | niet geplaatst | niet geplaatst | niet geplaatst |

### Judo
Mannen
| atleet          | onderdeel | eerste ronde         | tweede ronde         | derde ronde          | kwartfinale          | halve finale         | herkansing           | finale / BM          | finale / BM    |
| atleet          | onderdeel | tegenstander uitslag | tegenstander uitslag | tegenstander uitslag | tegenstander uitslag | tegenstander uitslag | tegenstander uitslag | tegenstander uitslag | rang           |
| --------------- | --------- | -------------------- | -------------------- | -------------------- | -------------------- | -------------------- | -------------------- | -------------------- | -------------- |
| Mbagnick Ndiaye | +100 kg   | n.v.t.               | bye                  | Bashaev V 00-10      | niet geplaatst       | niet geplaatst       | niet geplaatst       | niet geplaatst       | niet geplaatst |

### Kanovaren

#### Slalom
Mannen
| atleet              | onderdeel  | series | series | series | series | series    | series | halve finale   | halve finale   | finale         | finale         |
| atleet              | onderdeel  | run 1  | rang   | run 2  | rang   | beste run | rang   | tijd           | rang           | tijd           | rang           |
| ------------------- | ---------- | ------ | ------ | ------ | ------ | --------- | ------ | -------------- | -------------- | -------------- | -------------- |
| Jean-Pierre Bourhis | C-1 slalom | 111,16 | 14     | 110,93 | 16     | 110,93    | 17     | niet geplaatst | niet geplaatst | niet geplaatst | niet geplaatst |

### Schermen
Vrouwen
| atlete              | onderdeel | eerste ronde         | tweede ronde         | derde ronde          | kwartfinale          | halve finale         | finale / BM          | finale / BM    |
| atlete              | onderdeel | tegenstander uitslag | tegenstander uitslag | tegenstander uitslag | tegenstander uitslag | tegenstander uitslag | tegenstander uitslag | rang           |
| ------------------- | --------- | -------------------- | -------------------- | -------------------- | -------------------- | -------------------- | -------------------- | -------------- |
| Ndèye Binta Diongue | degen     | bye                  | Lin S V 6 - 15       | niet geplaatst       | niet geplaatst       | niet geplaatst       | niet geplaatst       | niet geplaatst |

### Schietsport
Vrouwen
| atlete       | onderdeel | kwalificatie | kwalificatie | finale         | finale         |
| atlete       | onderdeel | punten       | rang         | punten         | rang           |
| ------------ | --------- | ------------ | ------------ | -------------- | -------------- |
| Chiara Costa | skeet     | 108          | 28           | niet geplaatst | niet geplaatst |

### Tafeltennis
Mannen
| atleet        | onderdeel | voorronde            | eerste ronde         | tweede ronde         | derde ronde          | vierde ronde         | kwartfinale          | halve finale         | finale / BM          | finale / BM    |
| atleet        | onderdeel | tegenstander uitslag | tegenstander uitslag | tegenstander uitslag | tegenstander uitslag | tegenstander uitslag | tegenstander uitslag | tegenstander uitslag | tegenstander uitslag | rang           |
| ------------- | --------- | -------------------- | -------------------- | -------------------- | -------------------- | -------------------- | -------------------- | -------------------- | -------------------- | -------------- |
| Ibrahima Diaw | enkelspel | bye                  | Chew V 2 - 4         | niet geplaatst       | niet geplaatst       | niet geplaatst       | niet geplaatst       | niet geplaatst       | niet geplaatst       | niet geplaatst |

### Worstelen

#### Vrije stijl
Mannen
| atlete       | onderdeel | eerste ronde         | kwartfinale          | halve finale         | herkansing           | finale / BM          | finale / BM |
| atlete       | onderdeel | tegenstander uitslag | tegenstander uitslag | tegenstander uitslag | tegenstander uitslag | tegenstander uitslag | rang        |
| ------------ | --------- | -------------------- | -------------------- | -------------------- | -------------------- | -------------------- | ----------- |
| Adama Diatta | −65 kg    | Alijev V 0 - 3       | niet geplaatst       | niet geplaatst       | Niyazbekov V 0 - 4   | niet geplaatst       | 16          |

### Zwemmen
Mannen
| atleet         | onderdeel         | series | series | halve finale   | halve finale   | finale         | finale         |
| atleet         | onderdeel         | tijd   | rang   | tijd           | rang           | tijd           | rang           |
| -------------- | ----------------- | ------ | ------ | -------------- | -------------- | -------------- | -------------- |
| Steven Aimable | 100 m vlinderslag | 53,64  | 49     | niet geplaatst | niet geplaatst | niet geplaatst | niet geplaatst |

Vrouwen
| atlete          | onderdeel        | series | series | halve finale   | halve finale   | finale         | finale         |
| atlete          | onderdeel        | tijd   | rang   | tijd           | rang           | tijd           | rang           |
| --------------- | ---------------- | ------ | ------ | -------------- | -------------- | -------------- | -------------- |
| Jeanne Boutbien | 100 m vrije slag | 59,27  | 49     | niet geplaatst | niet geplaatst | niet geplaatst | niet geplaatst |